# Монгольська боротьба
Монгольська боротьба (монг. Бөх, бөхийн барилдаан) — національний вид боротьби монгольських народів, розповсюджений в Монголії, Бурятії, Тиві.

## Історія
Боротьба є важливою частиною монгольської культури. В провінції Баянхонгор виявлені наскельні малюнки часів неоліту (3000 р. до н. е.) із зображенням двох чоловік, що борються, в оточенні натовпу.
Під час археологічних досліджень були знайдені бронзові таблички періоду імперії Хунну (206 до н. е. — 220 р. н. е.) із зображенням борців.
Відомо, що вже в I тисячолітті до н. е. боротьба широко використовувалась при підготовці воїнів, а її елементи використовувались в рукопашному бою. Вже в XI–XII ст. монгольська боротьба була сформованим спортивним захопленням, про що свідчать літописи. На різних святах та урочистостях відбувались поєдинки монгольських, китайських, кипчацьких борців. У змаганнях брали участь як охочі помірятись силами, так і професійні борці, які за винагороду демонстрували свою майстерність при дворах правителів та знатних осіб.
Характерним для монголів є й той факт, що боротьба розповсюдилась серед буддистських монахів, де виникло бойове мистецтво банді-зодоон. В цьому мистецтві борцівська техніка вивчалась нарівні з ударною. Між монахами різних монастирів проводились змагання. Ця традиція зникла в період соціалізму, коли буддистська культура Монголії була практично знищена. В наш час ця традиція починає відроджуватись.

## Правила

### Регламент турнірів
Змагання відбуваються у рамках монгольських турнірів ''Наадам" (змагання з боротьби, стрільби з лука та верхової їзди). За традицією, у змаганнях можуть взяти участь не більше 1024 борців. Правда, така кількість можлива тільки на загальнонаціональному наадамі, куди з'їжджаються борці зі всієї країни.
Якщо кількість борців є непарною, то судді після дебатів називали ім'я борця, який залишився без пари. Зазвичай без пари залишався найсильніший борець, переможець торішнього турніру, який, проте, виходив на поле та «боровся» з невидимим суперником, виконуючи всі необхідні рухи. Реальний супротивник з'являвся у нього в самому кінці змагань.
Змагання проводяться за олімпійською системою, де борець, що програв, вибуває із змагань. Спочатку на поле виходять найслабші пари, які поступово змінюються сильнішими. Після кожного раунду судді зазвичай розбивають переможців на пари, проте бувало, що борець сам міг вибрати собі супротивника.
Вагових категорій та обмежень у часі проведення поєдинку немає.
Кожен борець повинен мати свого секунданта, який повинен давати поради своєму підопічному, підбадьорювати його, захищати його інтереси перед суддями, тримати його шапку, поки той бореться, та підносити йому кумис в перервах. У випадку перемоги секундант піднімає праву руку борця.

### Екіпірування
За правилами, всі борці повинні бути одягнуті у спеціальний одяг зодог шуудаг, що складається з куртки на підкладці (крій якої відтворює силует орла з розпростертими крилами і яка закриває руки, плечі та верхню частину спини, залишаючи відкритими груди), а також спеціального бандажу, що закриває стегна, залишаючи відкритими талію та живіт. Також обов'язковими є національні чоботи (гутул) та повстяні панчохи (оймс). Крім того, кожен з борців повинен мати головний убір (малагай) старого військового взірця.

### Техніка боротьби
Борці застосовують такі прийоми, як захоплення та звільнення від них, ривки та поштовхи з метою виведення суперника з рівноваги, різноманітні кидки, у тому числі з використанням ніг, а також підніжки. Дозволені захоплення руками за ноги. Для перемоги потрібно змусити суперника торкнутись землі будь-якою частиною тіла вище від коліна (крім долонь рук). (Відсутність продовження поєдинку на землі пояснюється історичними причинами: війська народів Центральної Азії складались з кавалерії, а воїн, що впав з коня, швидко гинув).
Найпрестижнішою вважається така перемога, коли переможець валить супротивника на спину та коліном притискає його до землі. Переможений на знак поваги проходить під рукою переможця, а потім обидва боці протягують один одному руки, показуючи, що не мають до супротивника образи, заздрості чи зневаги.

## Титули
Переможець турніру отримує звання бохийн цол (звання борця). Найвищі титули присвоювались тільки на головному Наадамі країни. Найвища почесна нагорода, яку міг здобути борець — переможець загальнонаціонального турніру — Аврага (Велетень). Після третьої перемоги це звання обростало додатковими епітетами: Аврага перетворювалось на Даян Аврага (Всенародний велетень), після четвертої — Дархійн Аврага (Непереможний велетень). Після цього, скільки би перемог не здобував борець, за ним зберігалось звання Далай Даян Аврага (Непереможний всенародний велетень). Його носій вже не міг, беручи участь у змаганнях, зберігати за собою звання та отримувати головний приз. Проте в наш час такий порядок вже не діє, а найвище звання перетворилось на просто Аврага (Велетень). Так, відомий сучасний монгольський борець Батердене виграв 12 наадамів.
Друге за значенням звання — Арслан (Лев), третє — Заан (Слон), четверте — Начин (Сокіл). Рівноцінними останньому вважались звання Харцаг (Яструб), Шонхор (Кречет або Сокіл) та Бургед (Орел). Всі вони нині вже не присвоюються.
Окрім звань, переможцям вручались також матеріальні, часом досить значні призи. Так, до революції, переможець отримував наступні подарунки: юрту з повним внутрішнім убранням, старовинний одяг воїна-богатиря (панцир, залізний шолом, щит, кафтан, штани та чоботи), верблюда, коня, шовк на пошиття халату, а також плитку пресованого зеленого чаю. Також на честь переможців складались хвалебні пісні.